# Rumový bulvár
Rumový bulvár (originální francouzský název Boulevard du rhum) je koprodukční francouzsko-italsko-španělská dobrodružná filmová komedie režiséra Roberta Enrica z roku 1971 v hlavních rolích s Linem Venturou a Brigitte Bardotovou, odehrávající se v období americké prohibice.

## Děj
Kapitán Cornelius van Zeelinga je pokoutním pašerákem alkoholu v době americké prohibice na začátku 20. století. Po tom, jako je jeho loď zničena a potopena americkou pobřežní stráží, rozhodne se vydělat si peníze opakovanou „hrou na slepého“, kdy inkasuje peníze od skupiny střelců, kteří do něj ve tmě střílejí a jeho úlohou je přelstít je, aby nebyl zastřelen. Z těchto peněz si postaví novou loď. Jednoho dne při svých cestách po Karibském moři propadne kráse zdejší herečky Lindy Larue, snaží se upoutat její pozornost a cestuje za ní po celém Karibiku. Nakonec se mu s ní podaří setkat na Kubě a společně zůstávají žít v havanském hotelu. Linda se později rozhodne provdat se za bohatého anglického hraběte Hammonda, van Zeeling s ním ale uzavírá sázku, že Linda mu bude do týdne nevěrná s ním samotným. Sázku skutečně vyhrává a hrabě musí sám hrát „slepého“. Film má otevřený konec, kdy není jasné, zda Linda skutečně zůstane žít s kapitánem, nebo jde pouze o jeho představy.

## Obsazení
| Lino Ventura       | kapitán Cornelius van Zeelinga              |
| Brigitte Bardotová | Linda Larue                                 |
| Bill Travers       | Sanderson                                   |
| Clive Revill       | lord Hammond                                |
| Jess Hahn          | Piet                                        |
| Antonio Casas      | Wilkinson                                   |
| Andréas Voutsinas  | Alvarez                                     |
| Guy Marchand       | klavírista a účinkující v Lindiných filmech |
| Jack Betts         | Renner                                      |